# (189412) 1993 TZ43
1993 تي زد 43 (ويعرف أيضًا باسم (189412) 1993 تي زد 43 وفق تسمية الكوكب الصغير) (بالإنجليزية: 1993 TZ43)‏ هو كويكب ضمن حزام الكويكبات؛ وترتيبه 189412 من حيث الاكتشاف.
اكتُشف هذا الجُرم الفلكي بواسطة إيريك والتر إلست في 10 أكتوبر 1993.

## وصلات خارجية
- (189412) 1993 TZ43 في قاعدة بيانات مختبر الدفع النفاث لأجرام النظام الشمسي الصغيرة

- الاكتشاف · مخطط المدار ·  العناصر المدارية · المعلمات المادية

- (189412) 1993 TZ43 على موقع ويكي سكاي: DSS2, SDSS, GALEX, IRAS, Hydrogen α, X-Ray, Astrophoto, Sky Map, Articles and images